# Andrej Rubljov (tennisspelare)
Andrej Andrejevitj Rubljov (ryska: Андре́й Андре́евич Рублёв), född 20 oktober 1997, är en rysk tennisspelare. Han har som högst varit rankad på 5:e plats på ATP-singelrankingen och på 53:e plats på dubbelrankingen. Rubljov har vunnit 13 singel- och 4 dubbeltitlar på ATP-touren. Vid olympiska sommarspelen 2020 i Tokyo tog han guld tillsammans med Anastasija Pavljutjenkova i mixed dubbel.

## Karriär
Rubljov började ATP-touren 2020 med att vinna singeltiteln vid Qatar ExxonMobil Open 2020. Han följde upp detta med att vinna singeltiteln vid den första upplagan av Adelaide International 2020. Rublev blev då den första spelaren sedan 2004 (då Dominik Hrbatý vann titlar i Adelaide och Auckland) att vinna två raka titlar under säsongens två första veckor. I april 2023 vann Rublev både sin första dubbel ATP masters 1000 titel i Madrid och första singel ATP masters 1000 titel i Monte Carlo.

## Statistik

### OS

#### Mixed dubbel: 1 (1 guldmedalj)
| Medalj | År   | Turnering                          | Underlag   | Medspelare                | Motståndare                   | Resultat               |
| ------ | ---- | ---------------------------------- | ---------- | ------------------------- | ----------------------------- | ---------------------- |
| Guld   | 2021 | Olympiska sommarspelen 2020, Tokyo | Hard court | Anastasija Pavljutjenkova | Jelena Vesnina Aslan Karatsev | 6–3, 6–7(5–7), [13–11] |

### Masters 1000

#### Singel: 4 (1 titlar, 3 andraplatser)
| Resultat | År   | Turnering           | Underlag   | Motståndare        | Resultat            |
| -------- | ---- | ------------------- | ---------- | ------------------ | ------------------- |
| Tvåa     | 2021 | Monte Carlo Masters | Grus       | Stefanos Tsitsipas | 3–6, 3–6            |
| Tvåa     | 2021 | Cincinnati Masters  | Hard court | Alexander Zverev   | 2–6, 3–6            |
| Vinnare  | 2023 | Monte Carlo Masters | Grus       | Holger Rune        | 5–7, 6–2, 7–5       |
| Tvåa     | 2023 | Shanghai Masters    | Hard court | Hubert Hurkacz     | 3–6, 6–3, 6–7(8–10) |

#### Dubbel: 3 (3 andraplatser)
| Resultat | År   | Turnering            | Underlag       | Medspelare      | Motståndare                         | Resultat              |
| -------- | ---- | -------------------- | -------------- | --------------- | ----------------------------------- | --------------------- |
| Tvåa     | 2018 | Miami Open           | Hard court     | Karen Khachanov | Bob Bryan Mike Bryan                | 6–4, 6–7(5–7), [4–10] |
| Tvåa     | 2019 | Paris Masters        | Hard court (i) | Karen Khachanov | Pierre-Hugues Herbert Nicolas Mahut | 4–6, 1–6              |
| Tvåa     | 2021 | Indian Wells Masters | Hard court     | Aslan Karatsev  | John Peers Filip Polášek            | 3–6, 6–7(5–7)         |

### ATP-finaler

#### Singel: 15 (13 titlar, 7 andraplatser)
| Teckenförklaring       |
| ---------------------- |
| Grand Slam (0–0)       |
| ATP Finals (0–0)       |
| ATP Masters 1000 (1–2) |
| ATP 500 Series (5–2)   |
| ATP 250 Series (5–1)   |

| Finaler efter underlag |
| ---------------------- |
| Hard court (8–2)       |
| Grus (2–2)             |
| Gräs (0–1)             |

| Resultat | V–F  | Datum          | Turnering                                         | Kategori     | Underlag       | Motståndare           | Resultat      |
| -------- | ---- | -------------- | ------------------------------------------------- | ------------ | -------------- | --------------------- | ------------- |
| Vinnare  | 1–0  | Juli 2017      | Croatia Open, Kroatien                            | 250 Series   | Grus           | Paolo Lorenzi         | 6–4, 6–2      |
| Tvåa     | 1–1  | Januari 2018   | Qatar Open, Qatar                                 | 250 Series   | Hard court     | Gaël Monfils          | 2–6, 3–6      |
| Tvåa     | 1–2  | Juli 2019      | German Open, Tyskland                             | 500 Series   | Grus           | Nikoloz Basilashvili  | 5–7, 6–4, 3–6 |
| Vinnare  | 2–2  | Oktober 2019   | Kremlin Cup, Ryssland                             | 250 Series   | Hard court (i) | Adrian Mannarino      | 6–4, 6–0      |
| Vinnare  | 3–2  | Januari 2020   | Qatar Open, Qatar                                 | 250 Series   | Hard court     | Corentin Moutet       | 6–2, 7–6(7–3) |
| Vinnare  | 4–2  | Januari 2020   | Adelaide International, Australien                | 250 Series   | Hard court     | Lloyd Harris          | 6–3, 6–0      |
| Vinnare  | 5–2  | September 2020 | Hamburg European Open, Tyskland                   | 500 Series   | Grus           | Stefanos Tsitsipas    | 6–4, 3–6, 7–5 |
| Vinnare  | 6–2  | Oktober 2020   | St. Petersburg Open, Ryssland                     | 500 Series   | Hard court (i) | Borna Ćorić           | 7–6(7–5), 6–4 |
| Vinnare  | 7–2  | Oktober 2020   | Vienna Open, Österrike                            | 500 Series   | Hard court (i) | Lorenzo Sonego        | 6–4, 6–4      |
| Vinnare  | 8–2  | Mars 2021      | Rotterdam Open, Nederländerna                     | 500 Series   | Hard court (i) | Márton Fucsovics      | 7–6(7–4), 6–4 |
| Tvåa     | 8–3  | April 2021     | Monte Carlo Masters, Monaco                       | Masters 1000 | Grus           | Stefanos Tsitsipas    | 3–6, 3–6      |
| Tvåa     | 8–4  | Juni 2021      | Halle Open, Tyskland                              | 500 Series   | Gräs           | Ugo Humbert           | 3–6, 6–7(4–7) |
| Tvåa     | 8–5  | Augusti 2021   | Cincinnati Masters, USA                           | Masters 1000 | Hard court     | Alexander Zverev      | 2–6, 3–6      |
| Vinnare  | 9–5  | Februari 2022  | Open 13, Frankrike                                | 250 Series   | Hard court (i) | Félix Auger-Aliassime | 7–5, 7–6(7–4) |
| Vinnare  | 10–5 | Februari 2022  | Dubai Tennis Championships, Förenade Arabemiraten | 500 Series   | Hard court     | Jiří Veselý           | 6–3, 6–4      |
| Vinnare  | 11-5 | April 2022     | Serbia Open, Serbien                              | 250 Series   | Grus           | Novak Đoković         | 2-6, 7-6, 0-6 |
| Vinnare  | 12-5 | Oktober 2022   | Gijon ATP, Spanien                                | 250 Series   | Hard court (i) | Sebastian Korda       | 2-6, 3-6      |
| Tvåa     | 12-6 | Mars 2023      | Dubai Tennis Championships, Förenade Arabemiraten | 500          | Hard court     | Daniil Medvedev       | 2-6, 2,6      |
| Vinnare  | 13-6 | April 2023     | Monte Carlo Masters, Monaco                       | Masters 1000 | Grus           | Holger Rune           | 7-5, 2-6, 5-7 |
| Tvåa     | 13-7 | April 2023     | Banja Luca Open Bosninen och Hercegovina          | 250 Series   | Grus           | Dusan Lajovic         | 3-6, 6-4, 4-6 |

#### Dubbel: 6 (4 titlar, 3 andraplatser)
| Teckenförklaring       |
| ---------------------- |
| Grand Slam (0–0)       |
| ATP Finals (0–0)       |
| ATP Masters 1000 (1–3) |
| ATP 500 Series (0–0)   |
| ATP 250 Series (3–0)   |

| Finaler efter underlag |
| ---------------------- |
| Hard court (3–3)       |
| Grus (1–0)             |
| Gräs (0–0)             |

| Resultat | V–F | Datum         | Turnering                 | Kategori     | Underlag       | Medspelare      | Motståndare                         | Resultat              |
| -------- | --- | ------------- | ------------------------- | ------------ | -------------- | --------------- | ----------------------------------- | --------------------- |
| Vinnare  | 1–0 | Oktober 2015  | Kremlin Cup, Ryssland     | 250 Series   | Hard court (i) | Dmitry Tursunov | Radu Albot František Čermák         | 2–6, 6–1, [10–6]      |
| Tvåa     | 1–1 | Mars 2018     | Miami Open, USA           | Masters 1000 | Hard court     | Karen Khachanov | Bob Bryan Mike Bryan                | 6–4, 6–7(5–7), [4–10] |
| Tvåa     | 1–2 | November 2019 | Paris Masters, Frankrike  | Masters 1000 | Hard court (i) | Karen Khachanov | Pierre-Hugues Herbert Nicolas Mahut | 4–6, 1–6              |
| Vinnare  | 2–2 | Mars 2021     | Qatar Open, Qatar         | 250 Series   | Hard court     | Aslan Karatsev  | Marcus Daniell Philipp Oswald       | 7–5, 6–4              |
| Tvåa     | 2–3 | Oktober 2021  | Indian Wells Masters, USA | Masters 1000 | Hard court     | Aslan Karatsev  | John Peers Filip Polášek            | 3–6, 6–7(5–7)         |
| Vinnare  | 3–3 | Februari 2022 | Open 13, Frankrike        | 250 Series   | Hard court (i) | Denys Molchanov | Raven Klaasen Ben McLachlan         | 4–6, 7–5, [10–7]      |
| Vinnare  | 4-3 | Maj 2023      | Madrid Open, Spanien      | Masters 1000 | Grus           | Karen Khachanov | Rohan Ropanna Matthew Ebden         | 3-6, 6-3, (3-10)      |